# Science-Fiction-Jahr 1909
Übersicht

◄◄ | ◄ | 1905 | 1906 | 1907 | 1908 | Science-Fiction-Jahr 1909 | 1910 | 1911 | 1912 | 1913 | ► | ►►

Weitere Ereignisse

## Neuerscheinungen Literatur
| Deutscher Titel                | Deutschsprachiges Erscheinungsjahr | Originaltitel | Autor                        | Anmerkungen |
| ------------------------------ | ---------------------------------- | ------------- | ---------------------------- | ----------- |
| Aetherio                       | –                                  | –             | August Wilhelm Otto Niemann  |             |
| Anno Domini 2000               | –                                  | –             | Rosa Voigt                   |             |
| Ardistan und Dschinnistan      | –                                  | –             | Karl May                     |             |
| Ave Caesar!                    | –                                  | –             | Maurus                       |             |
| Das Ei des Kolumbus            | –                                  | –             | M. Ammon                     |             |
| Das Luftgespenst               | –                                  | –             | Johannes Friedrich           |             |
| Der König der Unnahbaren Berge | –                                  | –             | Friedrich Wilhelm Mader      |             |
| Deutschlands Flotte im Kampf   | –                                  | –             | Hans Nikolaus von Bernstorff |             |
| Die andere Seite               | –                                  | –             | Alfred Kubin                 |             |
| Die Insel der Seligen          | –                                  | –             | Max Burckhard                |             |
| Die Nihilit-Expedition         | –                                  | –             | Robert Kraft                 |             |
| Die Vierte Dimension           | –                                  | –             | Oskar Hoffmann               |             |
| Ein neues Wörth                | –                                  | –             | Julius Hoppenstedt           |             |
| Eine Reise im Jahr 1970        | 1909                               | –             | Hans Dominik                 |             |
| Pereat Austria!                | –                                  | –             | Carola von Eynatten          |             |
| Sternentau                     | –                                  | –             | Kurd Laßwitz                 |             |
| Tono-Bungay                    | 1983                               | Tono-Bungay   | H. G. Wells                  |             |
| Wildland 1929!                 | –                                  | –             | Gerd von der Worth           |             |
| Wunder der Zukunft             | –                                  | –             | Robert Heymann               |             |

## Neuerscheinungen Filme
| Deutscher Titel           | Deutschsprachiges Erscheinungsjahr | Originaltitel         | Regie           | Anmerkungen |
| ------------------------- | ---------------------------------- | --------------------- | --------------- | ----------- |
| Der Luftkrieg der Zukunft |                                    | The Airship Destroyer | Walter R. Booth |             |

## Geboren
- Arthur K. Barnes († 1969)
- Paul W. Fairman († 1977)
- Neil R. Jones († 1988)
- Erik von Kuehnelt-Leddihn († 1999)
- Thomas Calvert McClary († 1972)
- Gerhard Naundorf († 1980)
- Edgar Pangborn († 1976)
- Rog Phillips († 1966)

## Gestorben
- Richard C. Michaelis (* 1839)